# Calverton (Maryland)
Pour les articles homonymes, voir Calverton.
Calverton est une census-designated place située dans les comtés de Montgomery et du Prince George, dans l’État du Maryland, aux États-Unis. Lors du recensement de 2020, elle comptait 17 316 habitants.